# Mariam Wallentin

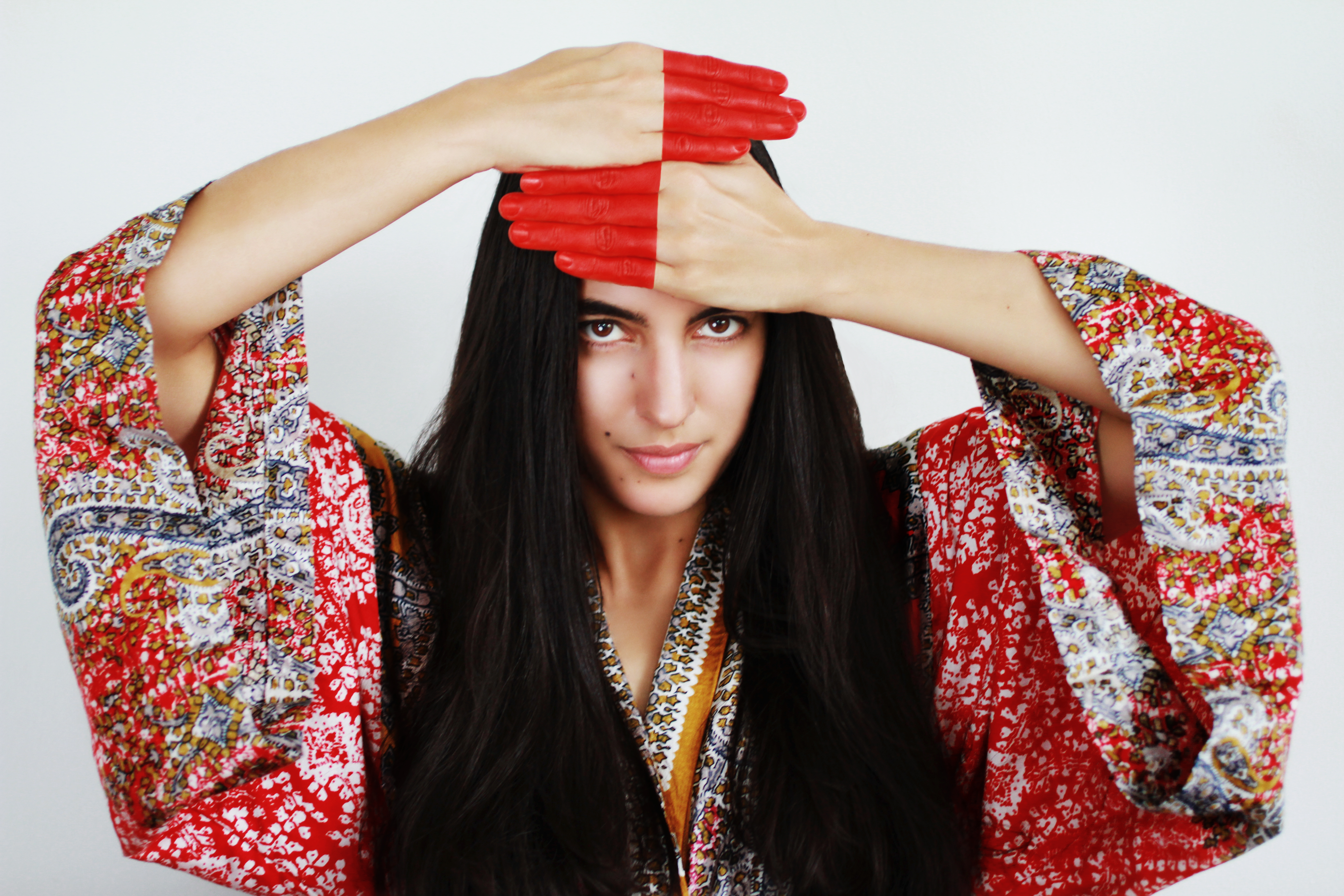
Mariam Wallentin (2014)

Mariam Karolina Riahi Wallentin (* 28. Juli 1982 in Örebro) ist eine schwedische Musikerin (Gesang, Perkussion, Komposition) und Synchronsprecherin.

## Leben und Wirken
Wallentin sang zunächst in der lokal wirkenden Soulband Carnival, mit der sie 1999 eine EP vorlegte. Sie studierte ab 2006 an der Musical-Akademie (Academy of Music and Drama) in Göteborg. Dort lernte sie ihren Mann, Andreas Werliin, kennen, mit dem sie das Duo Wildbirds & Peacedrums bildete. Die Band legte seit 2007 mehrere Alben vor und tourte international; 2008 wurde sie als schwedischer Jazzact des Jahres ausgezeichnet.
Seit 2013 ist sie auch mit dem experimentellen Soloprojekt Mariam the Believer unterwegs, das im selben Jahr ein erstes Album, Blood Donation, veröffentlichte. Sie ist zudem als Sängerin mit dem Fire!Orchestra aktiv. Weiter ist sie als Musikerin auf Alben von Gothenburg String Theory, David Åhlen, Susanna & The Magical Orchestra, Lykke Li und mit Lisa Ullén und Nina de Heney als Nuiversum (gleichnamiges Album 2016) zu hören.

## Preise und Auszeichnungen

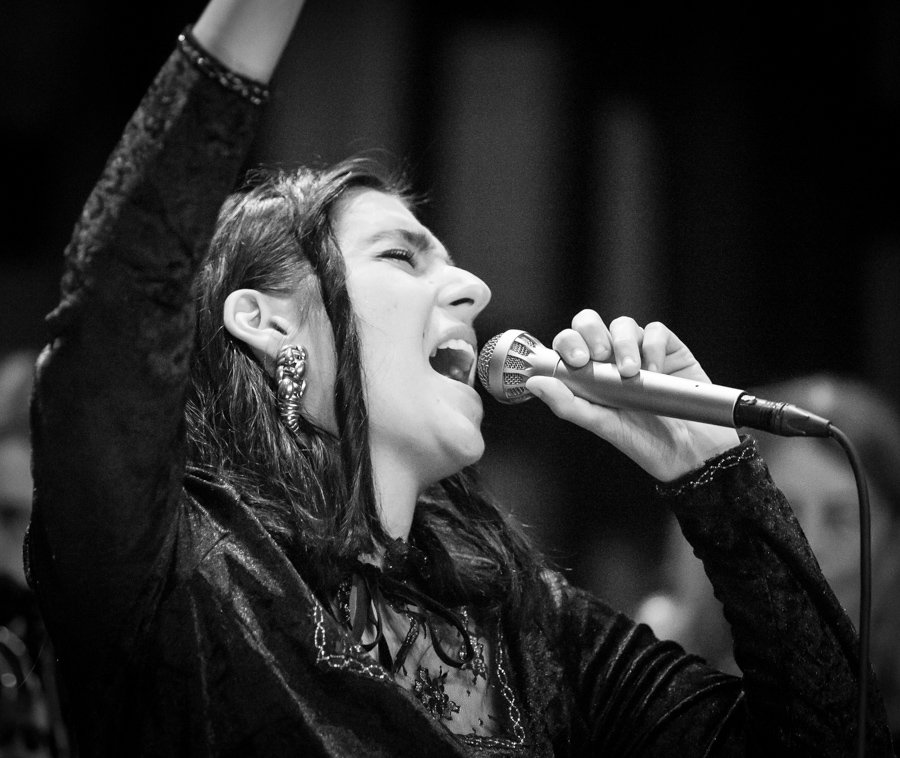
Mariam Wallentin (mit Fire! auf dem Jazzfestival Oslo, 2016)

Wallentin wurde 2013 mit dem Jazzkatten als Musiker des Jahres ausgezeichnet. Im selben Jahr erhielt sie ein Stipendium der Sten-A.-Olsson-Kulturstiftung.

## Diskographische Hinweise
- Wildbirds & Peacedrums: Heartcore (2007)
- Wildbirds & Peacedrums: The Snake (2008)
- Fire!: You Liked Me Five Minutes ago (2009)
- Wildbirds & Peacedrums: Rivers (2010)
- Anders Jormin: Ad Lucem (2012)
- Fire Orchestra: Exit! (2013)
- Mariam the Believer: Blood Donation (2013)
- Fire Orchestra: Enter (2014)
- Mariam the Believer: The Wind (EP, 2014)
- Wildbirds & Peacedrums: Rhythm (2014)

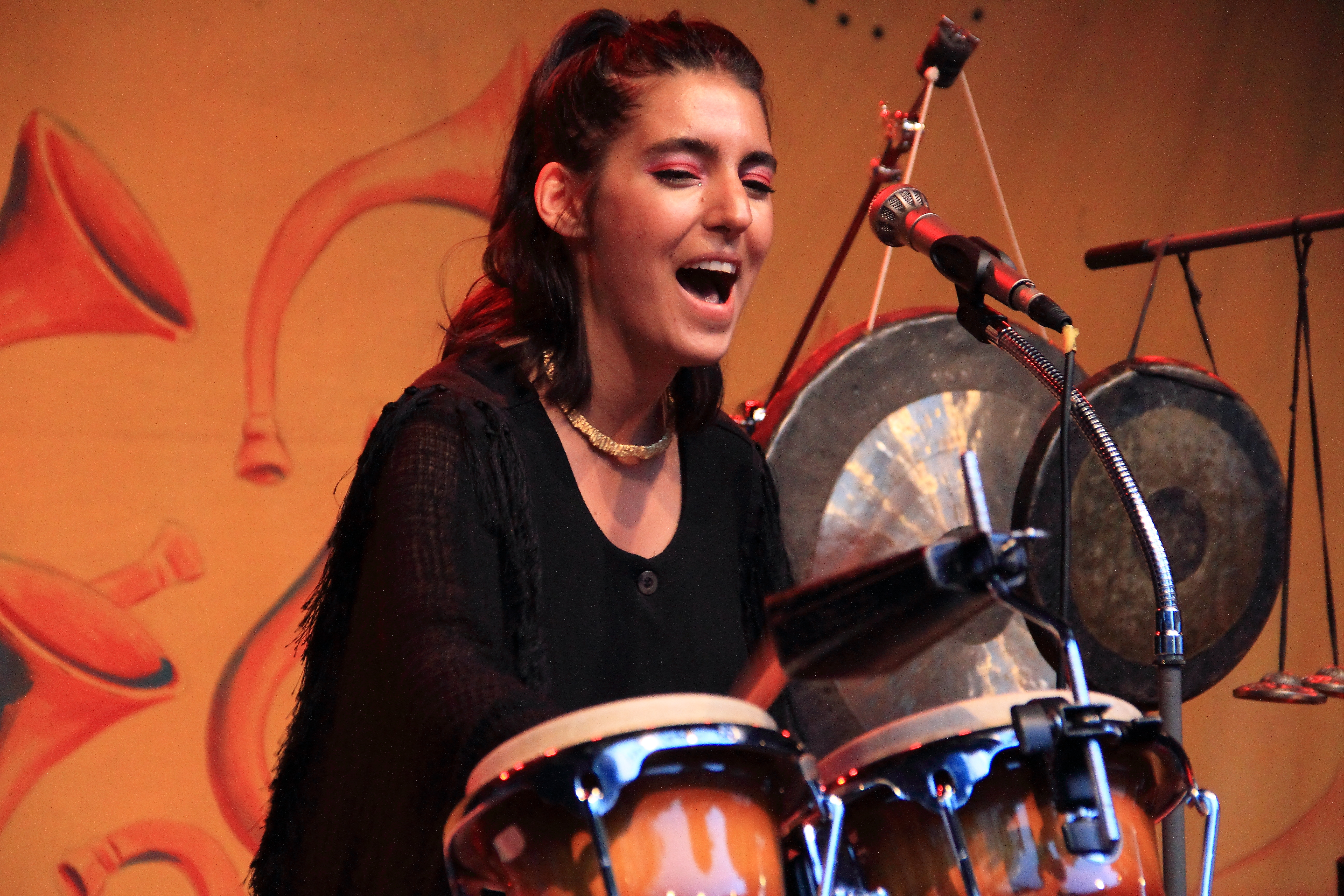
Mariam Wallentin (mit Wildbirds & Peacedrums beim Rudolstadt-Festival 2016)

- Fire Orchestra: Ritual (2016)

## Synchronisationen (Auswahl)
An den schwedischen Fassungen folgender Zeichentrickfilme und -serien war Wallentin beteiligt. 
- Ein tierisches Trio (Hope)
- Doug (Patti)
- Dschungelbuch-Kids (King Louie)
- Quack Pack (Trick)
- Goofy – Der Film (Roxanne)
- Charlie und die Schokoladenfabrik (Angela Zart)
- Der König der Löwen (junge Nala)